# Лирия
„Лирия“ (на албански: Lirija, в превод Свобода) е албански вестник, излизал в Солун, Османската империя от 28 февруари 1909 до 1910 г.
Редактор на вестника под псевдонима Лумо Скъндо (Lumo Skëndo) е Митхат Фрашъри.
Според български източник носи името „Лири“ (Liri), излиза три пъти в месеца като брой едно е 9 юли – 8 септември 1908 г. Печата се в София в печатницата „Кр. П. Люараси“.